# 거제 장목고분
거제 장목고분(巨濟 長木古墳)은 경상남도 거제시 장목면 농소리 산130-5, 산131-3에 있는 고분이다. 2018년 7월 12일 경상남도의 기념물 지정 예고되었다.

## 지정 예정사유
거제 장목고분은 바닷가에 돌출한 구릉의 정상부에 축조되어 있으며 1기가 존재하고 있다. 봉분의 底徑은 18m, 잔존 높이는 3m 정도이며, 조사결과 6세기 경에 축조된 횡혈식석실분으로서 고분의 내부의 형태로 보아 영산강 유역-남해안-대마도-구주를 잇는 해상교통로와 밀접한 관련이 있는 것으로 평가받고 있는 중요한 유적이므로 도 기념물로 지정하여 보존 관리하고자 한다.